# السعرات الحرارية هي السعرات الحرارية
«السعرات الحرارية هي السعرات الحرارية» هو تكرارآ للمعنى يستخدم لإقناع المتحدث أن مفهوم «السعرات الحرارية» هو في الواقع وسيلة كافية لوصف ما يحتويه الطعام من الطاقة.
و المقصود ب "tautological" أو تكرار المعنى أنه بغض النظر عن شكل السعرات الحرارية التي يستهلكها الشخص (سواء كان كربوهيدرات أو بروتين أو سعرات حرارية دسمة) فإن القيمة النشطة لمثل هذه السعرات الحرارية مماثلة لأي نوع آخر. تحتوي الواحدة من السعرات الحرارية الغذائية على 4,184 جول من الطاقة. مع هذه المعرفة، من السهل أن نفترض أن جميع السعرات الحرارية لها قيمة متساوية.
ومع ذلك، فإن التغذية الجيدة للإنسان تقيس الأطعمة لقيم أخرى غير الطاقة في السعرات الحرارية.

## التاريخ
في عام 1878، وضع خبير التغذية الألماني ماكس روبنر ما سماه «قانون اتساق القوى» والمقصود بها الأغذية ذات السعرات الحرارية المتشابهة. يدعي القانون أن أساس التغذية هو تبادل الطاقة، وتم تطبيقه في دراسة السمنة في أوائل القرن العشرين من قبل كارل فون نوردن. كان لدى فون نوردن نظريتان حول الأسباب التي دفعت الناس إلى اكتساب السمنة. أول نظرية اعترفت بمفهوم روبنر: أن «السعرات الحرارية هي السعرات الحرارية». النظرية الثانية تفترض أن اكتساب السمنة يعتمد على كيفية تقسيم الجسم للسعرات الحرارية لأي استخدام أو للتخزين. منذ عام 1925، تم تعريف السعرات الحرارية من حيث الجول. تعريف السعرات الحرارية تغير في عام 1948، والتي أصبحت سعرة حرارية واحدة تساوي حوالي 4,2 جول.
أما بالنسبة للمصطلح الأخر، والذي هو «اكتسب سعر حرارى، اخسر سعر حرارى», فهو نقطة جدال، وبالرغم من أنه أصبح اعتقادًا شائعًا ومتكررًا في التغذية، فإن التأثيرات المرتبطة بـ «السعرات الحرارية هي سعرات حرارية» ما زالت قيد المناقشة. كما أن الحكمة والآثار المترتبة على تخطي وجبات الطعام في محاولة للحد من تناول السعرات الحرارية لا تزال موضع نقاش كبير.

## عَدّ السعرات الحرارية
تستند كميات السعرات الحرارية الموجودة على ملصقات الطعام على نظام أتواتر. إن دقة النظام تُعد محل نزاع، على الرغم من عدم وجود بدائل حقيقية مقترحة. على سبيل المثال، توصلت دراسة أجريت عام 2012 من قبل أحد العلماء في وزارة الزراعة الأمريكية إلى أن محتوى الطاقة المقاس لعينة من اللوز كان أقل بنسبة 32٪ من القيمة المُعلنة من نظامAtwater. علاوة على ذلك، من المعروف أن بعض السعرات الحرارية تضيع دون أن يتم تحويلها أو تخزينها كيميائياً. وتتمثل آلية التحريك وراء تناول السعرات الحرارية في الامتصاص، والتي تحدث إلى حد كبير في الأمعاء الدقيقة وتوزع العناصر الغذائية على الشعيرات اللمفاوية والدورة الدموية عن طريق التناضح، والانتشار والنقل النشط. يتم استحلاب أو امتصاص الدهون بالذات بواسطة المادة الصفراء التي ينتجها الكبد ويتم تخزينها في المرارة حيث يتم إطلاقها إلى الأمعاء الدقيقة عبر القناة الصفراوية. تحدث كمية أقل نسبيا من الامتصاص، تتكون أساسا من الماء، في الأمعاء الغليظة.

## ابحاث

### بحوث جامعة ويك فورست
في عام 2007، نشرت مجموعة من الباحثين في جامعة ويك فورست تقريراً من دراسة امتدت ست سنوات، قاموا فيها بإطعام مجموعتين من القرود نفس عدد السعرات الحرارية ومستويات الدهون، مع وجود الاختلاف الوحيد في أن مجموعة واحدة كانت تغذي الأطعمة أعلى في الدهون غير المشبعة. وتوصل البحث أن المجموعة التي تناولت الدهون غير المشبعة اكتسبت زيادة في دهون البطن بنسبة 30٪ مقارنة بنظرائهم. وتوصل الباحثون إلى أن نوع السعرات الحرارية المستهلكة يؤثر على وزن الجسم.
لم تؤخذ الأنشطة البدنية للقرود بعين الاعتبار خلال هذه الدراسة. وكان حجم العينة 38.

### جامعة هارفارد للبحوث
في عام 2011، نشرت مجموعة من الباحثين في جامعة هارفارد نتائج دراسة في مجلة نيوإنجلند الطبية، تبعت 120.877 رجل ومرأة من المتعلمين تعليما عاليا لفترة من 12 إلى 20 سنة. وركزت الدراسة على العوامل التي تؤثر على زيادة الوزن بما في ذلك النظام الغذائي وممارسة الرياضة والنوم والتدخين وتناول الكحول ومشاهدة التلفزيون. بدأ المشاركون الدراسة كبالغين أصحاء. كل سنتين، كانوا يكملون استبيانات مفصلة حول أكلهم والعادات الأخرى. وجدت النتائج أن مجموعة من العوامل أثرت على تقلب وزن الشخص. كسب المشارك العادي على رطل واحد تقريبًا في السنة. بين نتائج الدراسة، وُجد أن أنواع الأطعمة التي يتناولها الناس كان لها تأثير أكبر على زيادة الوزن من النشاط البدني. ووفقا للباحثين فإن «استهلاك الأطعمة المصنعة التي تكون أعلى في النشويات، والحبوب والدهون والسكريات المكررة يمكن أن تزيد من زيادة الوزن». "وتشير هذه النتائج إلى أن السياسات المستقبلية والجهود البحثية لمنع البدانة يجب أن تأخذ بعين الاعتبار هيكل الأغذية ومعالجتها كمقاييس غذائية ذات صلة محتملة." وقد ختم المؤلف الرئيسي للدراسة في مقابلة بحثه بأن أي محاولة حساب السعرات الحرارية، في محاولة لفقدان الوزن، ستكون غير مجدية ما لم يفحص الشخص أنواع السعرات الحرارية التي يتم استهلاكها.

## حقائق
تحتوي واحدة من السعرات الحرارية على 4184 جول من الطاقة. جسم الإنسان هو نظام بيوكيميائي معقد للغاية يخضع لعمليات تنظم توازن الطاقة. تعتبر المسارات الأيضية للبروتين أقل كفاءة من المسارات الأيضية للكربوهيدرات والدهون. يحتوي البروتين على 4 سعرات حرارية لكل غرام، على الرغم من فقدان الجسم لجزء كبير من السعرات الحرارية كحرارة.
قد يكون من السهل استهلاك 500 سعرة حرارية من الآيس كريم أو الشوكولاته في جلسة واحدة، على الرغم من أنه قد يكون من الصعب تناول 500 سعرة حرارية من البيض أو الجزر في جلسة واحدة.

### تجربة طبية بمستشفى بوسطن للأطفال
في عام 2012، نشرت مجلة الجمعية الطبية الأمريكية نتائج تجربة طبية أجرتها مجموعة من الباحثين الذين فحصوا فيما إذا كان التركيب الغذائي يؤثر على فقدان الوزن. تتبعت الدراسة 21 فردًا. خسر الأفراد ما لا يقل عن 12.5٪ من وزن جسمهم، ثم وضعوا على واحد من ثلاثة أنظمة غذائية مختلفة:
- اتباع نظام غذائي عالي في البروتين والدهون، ولكن بأقل عدد من الكربوهيدرات.
- اتباع نظام غذائي منخفض الدهون، مع التركيز على الحبوب الكاملة والفواكه والخضروات
- اتباع نظام غذائي مع مؤشرمنخفض لنسبة السكر في الدم، مع التركيز على نوع من الكربوهيدرات المستهلكة

وأظهرت النتائج أن المجموعة الأولى أحرقت معظم السعرات الحرارية، ولكنها أظهرت أيضا علامات متزايدة من الإجهاد والالتهابات في الجسم، والتي يمكن أن تؤدي إلى أمراض القلب والأوعية الدموية، من بين المشاكل الصحية الأخرى. أحرقت المجموعة الثانية سعرات حرارية أقل من المجموعتين الأخريين، وعرضت أيضًا بعض مؤشرات الأيضية التي تسبق الزيادة في الوزن. أحرقت المجموعة الثالثة عددًا معقولاً من السعرات الحرارية، لكن لم تتعرض لعلامات متزايدة من الإجهاد الناتج عن المرض بشكل ملحوظ. وتوصل الباحثون إلى أن نوع السعرات الحرارية المستهلكة يؤثر على عدد السعرات الحرارية المحروقة من قبل الفرد. هذا الاستنتاج يتناقض بشكل مباشر مع ما هو اعتقاد شائع.